# Herbert Gut
Herbert Gut (* 23. Februar 1913 in Mainz; † 25. Juni 1976 in Bad Gandersheim) war ein deutscher Admiralarzt der Bundesmarine.

## Leben
1938 schloss er sein Medizinstudium in Marburg mit einer Dissertation zum Thema Ueber Granulome nach Blutegelbehandlung.
1967/68 war er als Flottenarzt Chefarzt des Bundeswehrkrankenhauses Wildbad und kam anschließend in gleicher Position an das Bundeswehrkrankenhaus Gießen. Ab April 1970 war er Nachfolger von Hans-Georg Stemann als Sanitätschef der Marine und Admiral des Marinesanitätsdienstes. Im gleichen Jahr folgte seine Beförderung zum Admiralarzt. Ende September 1972 gab er die Position an Horst Robbers ab und ging in den Ruhestand.
Am 28. Juli 1972 erhielt er das Verdienstkreuz 1. Klasse verliehen.
Gut war verheiratet und hatte zwei Kinder.